# Дьяковка (Бурынский район)
Дьяковка (укр. Дяківка) — село,
Дьяковский сельский совет,
Бурынский район,
Сумская область,
Украина.
Код КОАТУУ — 5920983201. Население по переписи 2001 года составляло 707 человек.
Является административным центром Дьяковского сельского совета, в который, кроме того, входят сёла
Гатка,
Сапушино,
Шпокалка,
посёлки
Копылово и
Кошарское.

## Географическое положение
Село Дьяковка находится на берегу безымянной речушки, которая через 2 км впадает в реку Вижлица,
выше по течению примыкает село Шпокалка,
ниже по течению на расстоянии в 1,5 км расположено село Новый Мир.
Через село проходит железная дорога, станция Карпиловка.
Рядом проходит автомобильная дорога Т-1908.

## Происхождение названия
В некоторых документах село называют Дяковка.
На территории Украины 2 населённых пункта с названием Дьяковка.

## История
- В 1703 году в селе Выжлицы построена Вознесенская церковь. В 1720 году возведён придел. В 1733 году церковь сгорела, после чего была отстроена заново[3].
- В Российском государственном историческом архиве в Санкт-Петербурге хранится «Дело канцелярии Синода по рапорту Илиодора, архиепископа Курского, о найденных на дороге некоторых церковных вещах, близ деревни Карпиловки, Путивльского уезда, и неизвестно откуда похищенных» за 14 июля 1847 г. (РГИА, Ф. 796 Оп. 128 Д. 1211).

## Экономика
- Молочно-товарная ферма.
- «Виктория», агрофирма, ООО.
- ОАО «Бурякосовхоз им. Б. Хмельницкого».

## Объекты социальной сферы
- Детский сад.
- Школа.